# Стрембо
Стрембо (італ. Strembo) — муніципалітет в Італії, у регіоні Трентіно-Альто-Адідже,  провінція Тренто.
Стрембо розташоване на відстані близько 490 км на північ від Рима, 29 км на захід від Тренто.
Населення — 559 осіб (2014).

## Демографія
Населення за роками:

Станом на 1 січня 2023 року в муніципалітеті офіційно проживало 47 іноземців з 15 країн, серед них 19 громадян країн Євросоюзу та 2 громадяни України.

## Сусідні муніципалітети
- Боченаго
- Кадерцоне
- Даоне
- Джустіно
- Массімено
- Сп'яццо
- Вермільйо